# Rafael de Andrade Bittencourt
Rafael de Andrade Bittencourt Pinheiro, noto semplicemente come Rafael (San Paolo, 3 marzo 1982), è un ex calciatore brasiliano, di ruolo portiere.

## Carriera

### Inizi
Trascorse i suoi anni giovanili in Brasile. Nato a San Paolo, esordì nel mondo del calcio giocando nel campionato statale Paulista con la maglia del C. A. Juventus, a partire dal 1999. Venne tesserato dal Santos, nel quale militò per cinque stagioni senza trovare spazio e collezionando solo 8 presenze in massima serie (nel 2002) in cinque anni.
Dopo aver effettuato una serie di infruttuosi provini europei, fece ritorno in patria dove venne tesserato dal Sao Bento, scendendo di nuovo al livello del calcio statale.

### Verona
Nel 2007, si trasferì al Verona appena retrocesso in Serie C. Esordì alla prima giornata, dove il Verona venne sconfitto in casa dal Cittadella. Al termine di una stagione negativa per gli scaligeri, che arrivarono penultimi in classifica, ottenne la salvezza vincendo i play-out contro la Pro Patria. Ha alternato prestazioni positive e negative, così come nei 2 campionati successivi di serie C; in estate venne confermato come portiere titolare e scalò le categorie del calcio italiano insieme al Verona: nella stagione di Lega Pro Prima Divisione 2010-2011, allenato prima dallo staff di Giannini poi da quello di Mandorlini, il portiere brasiliano vinse i play-off e conquistò la Serie B dopo quattro anni di Lega Pro.
Nel campionato 2011-2012, da titolare esordì in Serie B alla prima giornata nella sconfitta casalinga del Verona contro il Pescara e contribuì al quarto posto in classifica dei gialloblù; il Verona uscì sconfitto dal Varese nella semifinale play-off. A fine anno fu eletto miglior portiere della Serie B.
Il 2 settembre 2012 raggiunse le 200 presenze con la maglia gialloblu. Risulta il portiere meno battuto della Serie B 2012-2013, con 29 reti subite in 40 partite: arrivando al secondo posto, la squadra veronese torna in A dopo 11 anni.
Esordisce in massima serie il 24 agosto 2013, nell'incontro casalingo col Milan (vinto 2-1): in 37 gare di campionato incassa 63 gol, risultando il portiere col maggior numero di parate effettuate (157).

### Cagliari
Il 26 gennaio 2016 passa in prestito al Cagliari, militante in Serie B, prendendo il posto di Alessio Cragno come vice di Marco Storari. L'8 luglio viene acquistato a titolo definitivo dal club sardo, con cui firma un contratto annuale; contemporaneamente il Cagliari cede in prestito con obbligo di riscatto in caso di promozione in Serie A alla squadra veneta il centrocampista Marco Fossati. Con l'addio di Marco Storari, nel gennaio 2017 diventa il portiere titolare della formazione rossoblù, mettendosi in mostra con ottime prestazioni, arrivando a parare tre rigori in campionato contro Atalanta, Udinese ed Empoli e contribuendo alla salvezza del Cagliari. Il 1º gennaio 2018 prolunga il precedente contratto fino al 2019. Il 2 agosto 2020, dopo due stagioni trascorse come riserva, lascia il club isolano.

### Spezia
Il 17 settembre 2020 viene prelevato a parametro zero dal neopromosso Spezia. Debutta con gli aquilotti alla seconda giornata nel vittorioso 0-2 contro l'Udinese rimpiazzando al 64' l'infortunato Jeroen Zoet, e fornendo l'assist per il secondo gol dei liguri ad Andrej Gălăbinov.

## Statistiche

### Presenze e reti nei club
Statistiche aggiornate al 5 ottobre 2020.
| Stagione         | Squadra          | Campionato       | Campionato | Campionato | Coppe nazionali | Coppe nazionali | Coppe nazionali | Coppe continentali | Coppe continentali | Coppe continentali | Altre coppe | Altre coppe | Altre coppe | Totale | Totale | Totale |
| Stagione         | Squadra          | Comp             | Pres       | Reti       | Camp            | Pres            | Reti            | Camp               | Pres               | Reti               | Comp        | Pres        | Reti        | Pres   | Reti   |        |
| ---------------- | ---------------- | ---------------- | ---------- | ---------- | --------------- | --------------- | --------------- | ------------------ | ------------------ | ------------------ | ----------- | ----------- | ----------- | ------ | ------ | ------ |
| 1999-2000        | C.A. Juventus    | B                | 0          | 0          | -               | -               | -               | -                  | -                  | -                  | -           | -           | -           | 0      | 0      |        |
| 2000-2001        | Santos           | A                | 0          | 0          | -               | -               | -               | -                  | -                  | -                  | -           | -           | -           | 0      | 0      |        |
| 2001-2002        | Santos           | A                | 0          | 0          | -               | -               | -               | -                  | -                  | -                  | -           | -           | -           | 0      | 0      |        |
| 2002-2003        | Santos           | A                | 8          | -8         | -               | -               | -               | -                  | -                  | -                  | -           | -           | -           | 8      | -8     |        |
| 2003-2004        | Santos           | A                | 0          | 0          | -               | -               | -               | -                  | -                  | -                  | -           | -           | -           | 0      | 0      |        |
| 2004-2005        | Santos           | A                | 0          | 0          | -               | -               | -               | -                  | -                  | -                  | -           | -           | -           | 0      | 0      |        |
| Totale Santos    | Totale Santos    | Totale Santos    | 8          | -8         |                 | -               | -               |                    | -                  | -                  |             | -           | -           | 8      | -8     |        |
| 2005-2006        | São Bento        | A2               | 0          | 0          | -               | -               | -               | -                  | -                  | -                  | -           | -           | -           | 0      | 0      |        |
| 2006-2007        | São Bento        | A2               | 0          | 0          | -               | -               | -               | -                  | -                  | -                  | -           | -           | -           | 0      | 0      |        |
| Totale São Bento | Totale São Bento | Totale São Bento | 0          | 0          |                 | -               | -               |                    | -                  | -                  |             | -           | -           | 0      | 0      |        |
| 2007-2008        | Verona           | C1               | 34+2       | -41 + -1   | CI-C1           | 1               | -1              | -                  | -                  | -                  | -           | -           | -           | 37     | -43    |        |
| 2008-2009        | Verona           | 1D               | 34         | -32        | CI-LP           | 2               | -3              | -                  | -                  | -                  | -           | -           | -           | 36     | -35    |        |
| 2009-2010        | Verona           | 1D               | 31+4       | -18 + -3   | CI + CI-LP      | 3+1             | -3 + -2         | -                  | -                  | -                  | -           | -           | -           | 39     | -26    |        |
| 2010-2011        | Verona           | 1D               | 34+4       | -30 + -2   | CI              | 2               | -2              | -                  | -                  | -                  | -           | -           | -           | 40     | -34    |        |
| 2011-2012        | Verona           | B                | 40+2       | -39 + -3   | CI              | 3               | -7              | -                  | -                  | -                  | -           | -           | -           | 45     | -49    |        |
| 2012-2013        | Verona           | B                | 40         | -29        | CI              | 4               | -6              | -                  | -                  | -                  | -           | -           | -           | 44     | -35    |        |
| 2013-2014        | Verona           | A                | 37         | -63        | CI              | 1               | 0               | -                  | -                  | -                  | -           | -           | -           | 38     | -63    |        |
| 2014-2015        | Verona           | A                | 20         | -35        | CI              | 2               | -6              | -                  | -                  | -                  | -           | -           | -           | 22     | -41    |        |
| 2015-gen. 2016   | Verona           | A                | 12         | -18        | CI              | 1               | -1              | -                  | -                  | -                  | -           | -           | -           | 13     | -19    |        |
| Totale Verona    | Totale Verona    | Totale Verona    | 282+12     | -305+-9    |                 | 20              | -31             |                    | -                  | -                  |             | -           | -           | 314    | -345   |        |
| gen.-giu.2016    | Cagliari         | B                | 1          | -1         | CI              | -               | -               | -                  | -                  | -                  | -           | -           | -           | 1      | -1     |        |
| 2016-2017        | Cagliari         | A                | 21         | -32        | CI              | 1               | -3              | -                  | -                  | -                  | -           | -           | -           | 22     | -35    |        |
| 2017-2018        | Cagliari         | A                | 10         | -11        | CI              | 0               | 0               | -                  | -                  | -                  | -           | -           | -           | 10     | -11    |        |
| 2018-2019        | Cagliari         | A                | 0          | 0          | CI              | 1               | -1              | -                  | -                  | -                  | -           | -           | -           | 1      | -1     |        |
| 2019-2020        | Cagliari         | A                | 6          | -11        | CI              | 1               | 0               | -                  | -                  | -                  | -           | -           | -           | 7      | -11    |        |
| Totale Cagliari  | Totale Cagliari  | Totale Cagliari  | 38         | -55        |                 | 3               | -4              |                    | -                  | -                  |             | -           | -           | 41     | -59    |        |
| 2020-2021        | Spezia           | A                | 3          | -5         | CI              | -               | -               | -                  | -                  | -                  | -           | -           | -           | 2      | -3     |        |
| Totale carriera  | Totale carriera  | Totale carriera  | 330+12     | -371+-9    |                 | 23              | -35             |                    | -                  | -                  |             | -           | -           | 365    | -415   |        |

## Palmarès

### Club

#### Competizioni nazionali
- Campionato italiano di Serie B: 1

Cagliari: 2015-2016